# Flavia Coste
 (avril 2017).
Si vous disposez d'ouvrages ou d'articles de référence ou si vous connaissez des sites web de qualité traitant du thème abordé ici, merci de compléter l'article en donnant les références utiles à sa vérifiabilité et en les liant à la section « Notes et références ».
Pour les articles homonymes, voir Coste.
Flavia Coste est une auteure, scénariste, comédienne et réalisatrice française.

## Biographie

### Carrière
En 2004, elle débute l'écriture et la réalisation par un court métrage, Sans Nom du Père, qui sera primé dans de nombreux festivals et diffusé sur Arte.
En 2019, elle écrit son premier roman La Plus Belle Fille du Quartier, publié aux Éditions TohuBohu.

## Théâtre
- 2006 : Le Jeu de l'amour et du hasard de Molière, mise en scène Jean-Vincent Brisa
- 2004 : George Dandin de Molière, mise en scène Pierre Pradinas, Théâtre de l'Union
- 2017 : Non à l’argent !, mise en scène Anouche Setbon, Théâtre des Variétés
- 2018 : Alors on s’aime !, mise en scène Anne Bourgeois, Théâtre des Variétés
- 2019 : Non à l’argent !, mise en scène Anouche Setbon, Théâtre des Bouffes-Parisiens[4]
- 2023 : Borderline[5], mise en scène Daniel Russo, Théâtre des Variétés

## Filmographie
- 2016 : Un jour mon prince[6]